# Liste der Biografien/Tia
Liste der Biografien |
Portal Biografien |
Personensuche
# |
A |
B |
C |
D |
E |
F |
G |
H |
I |
J |
K |
L |
M |
N |
O |
P |
Q |
R |
S |
T |
U |
V |
W |
X |
Y |
Z |
?
 
Ta |
Tc |
Te |
Tf |
Tg |
Th |
Ti |
Tj |
Tk |
Tl |
Tm |
To |
Tq |
Tr |
Ts |
Tu |
Tv |
Tw |
Tx |
Ty |
Tz
 
Tia |
Tib |
Tic |
Tid |
Tie |
Tif |
Tig |
Tih |
Tii |
Tij |
Tik |
Til |
Tim |
Tin |
Tio |
Tip |
Tiq |
Tir |
Tis |
Tit |
Tiu |
Tiv |
Tiw |
Tix |
Tiy |
Tiz
Die Liste der Biografien führt alle Personen auf, die in der deutschsprachigen Wikipedia einen Artikel haben. Dieses ist eine Teilliste mit 67 Einträgen von Personen, deren Namen mit den Buchstaben „Tia“ beginnt.

## Tia
- Tia, altägyptischer Schatzhausvorsteher
- Tia, Tochter des ägyptischen Pharaos Sethos I.

### Tiaa
- Tiaa, ägyptische Königin

### Tiac
- Tiacoh, Gabriel (1963–1992), ivorischer Sprinter

### Tiad
- Tiaden, Heinrich (1873–1949), deutscher Schriftsteller

### Tiaf
- Tiafack, Nelvie (* 1999), deutscher Boxer und Europameister
- Tiafoe, Frances (* 1998), US-amerikanischer TennisspielerFrances Tiafoe (* 1998)

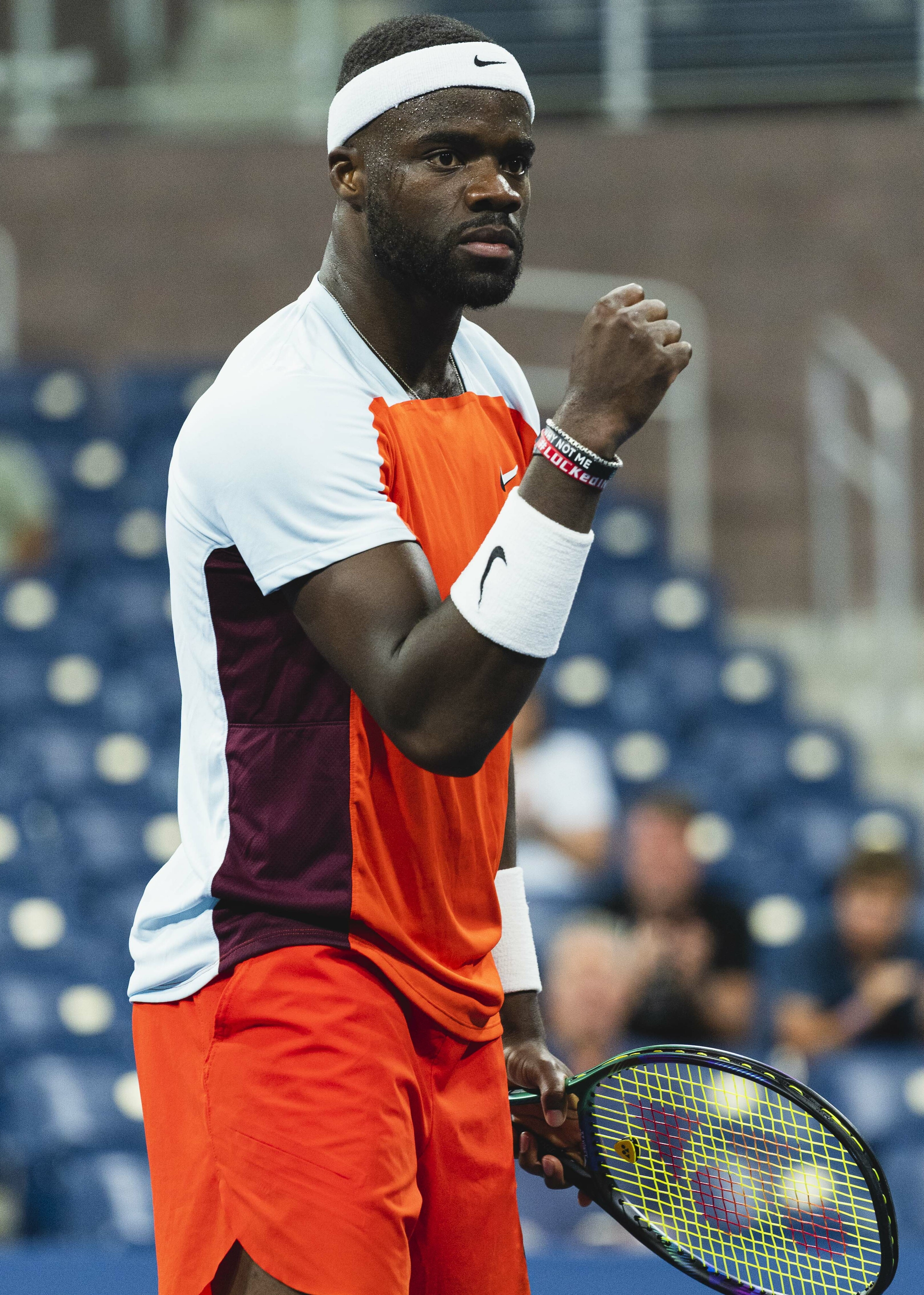
Frances Tiafoe (* 1998)

### Tiag
- Tiago (* 1981), portugiesischer Fußballspieler

### Tiah
- Tiahrt, Todd (* 1951), US-amerikanischer Politiker

### Tiai
- Tiainen, Arto (1930–1998), finnischer Skilangläufer
- Tiainen, Hannes (1914–2001), finnischer Politiker
- Tiainen, Juha (1955–2003), finnischer Leichtathlet und Olympiasieger
- Tiainen, Kari (* 1966), finnischer Motorradsportler und siebenfacher Enduroweltmeister

### Tiak
- Tiakola (* 1999), französischer Rapper

### Tial
- Tialata, Neemia (* 1982), neuseeländischer Rugby-Union-Spieler

### Tiam
- Tiama, Jean-Baptiste (* 1955), malischer Geistlicher und römisch-katholischer Bischof von Mopti
- Tiama, Seydou (* 1980), burkinischer Fußballschiedsrichterassistent
- Tiampo, Mary Jo (* 1962), US-amerikanische Freestyle-Skisportlerin

### Tian
- Tian Ba, chinesischer Philosoph
- Tian Kai († 199), Offizier
- Tian Keat, Bryan See (* 1993), malaysischer Fußballspieler
- Tian Lipu (* 1953), chinesischer Naturwissenschaftler
- Tian Pian, chinesischer Philosoph
- Tian Thala († 1696), König des laotischen Königreichs Lan Xang
- Tian Zifang, chinesischer Philosoph
- Tian, Atong, chinesischer Schneider
- Tian, Bingyi (* 1963), chinesischer Badmintonspieler
- Tian, Chengping (* 1945), chinesischer Politiker (Volksrepublik China), Minister für Arbeit und soziale Absicherung
- Tian, Dominique (* 1959), französischer Politiker, Mitglied der Nationalversammlung
- Tian, Fangran (* 2003), chinesische Tennisspielerin
- Tian, Fengshan (* 1940), chinesischer Politiker (Volksrepublik China), Minister für Land und Ressourcen
- Tian, Gang (* 1958), chinesischer Mathematiker
- Tian, Guojun (* 1990), chinesischer Eisschnellläufer
- Tian, Han (1898–1968), chinesischer Dramatiker und Lyriker
- Tian, Houwei (* 1992), chinesischer Badmintonspieler
- Tian, Jia (* 1981), chinesische Beachvolleyballspielerin
- Tian, Jiyun (* 1929), chinesischer Politiker in der Volksrepublik China
- Tian, Liang (* 1979), chinesischer Wasserspringer und Schauspieler
- Tian, Liang (* 1986), chinesische Ruderin
- Tian, Mengxu (* 1989), chinesischer Langstreckenläufer
- Tian, Pengfei (* 1987), chinesischer Snookerspieler
- Tian, Qing (* 1963), chinesische Hochschullehrerin
- Tian, Qing (* 1986), chinesische Badmintonspielerin
- Tian, Ran (* 1994), chinesische Tennisspielerin
- Tian, Tao (* 1994), chinesischer Gewichtheber
- Tian, Tian (* 1983), chinesische Schachspielerin
- Tian, Valerie (* 1989), kanadische Schauspielerin
- Tian, Ye, chinesischer Mathematiker
- Tian, Ye (* 1982), chinesischer Biathlet und Skilangläufer
- Tian, Zhandong (* 1983), chinesischer Skispringer
- Tian, Zhuangzhuang (* 1952), chinesischer Filmregisseur
- Tian, Zizhong (* 1992), chinesischer Kugelstoßer
- Tian-Zörner, Jing (* 1963), deutsche und ehemalige chinesische Tischtennisspielerin
- Tiangaye, Nicolas (* 1956), zentralafrikanischer Rechtsanwalt und Politiker
- Tiani, Abdourahamane (* 1964), nigrischer General, Staatschef NigersAbdourahamane Tiani (* 1964)

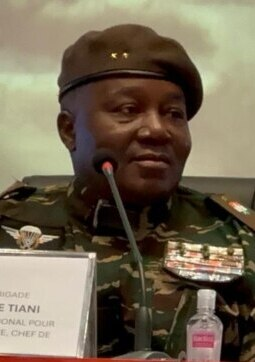
Abdourahamane Tiani (* 1964)

- Tianna (* 1963), US-amerikanische Pornodarstellerin
- Tianqi (1605–1627), chinesischer Kaiser der Ming-Dynastie
- Tiantha († 1870), König des laotischen Reiches Luang Phrabang
- Tianyi, Gouwazi, chinesische Schriftstellerin

### Tiao
- Tiao, Luc-Adolphe (* 1954), burkinischer Politiker, ehemaliger Premierminister von Burkina Faso
- Tiaon, Tauro (* 2003), kiribatischer Leichtathlet

### Tiar
- Tiara, Peter (1514–1586), niederländischer Philologe und Mediziner
- Tiaraju, Sepé († 1756), Führer der Guarani im Kampf gegen die von Portugal und Spanien vereinbarte Zwangsumsiedlung
- Tiarini, Alessandro (1577–1668), italienischer Maler
- Tiarks, Frank Cyril (1874–1952), britischer Geheimdienstoffizier, Bankier
- Tiarks, Johann Ludwig (1789–1837), deutscher Astronom

### Tiat
- Tiatto, Danny (* 1973), australischer Fußballspieler